# Ion Toma
Ion Toma (n. 1 decembrie 1950, Bucșani, Dâmbovița) este un politician român.
Este membru al PSD din 1993.
A fost ales senator de Olt în legislatura 2004-2008. A fost reales în 2008, candidând din partea Alianței PSD+PC. Este președintele organizației PSD Olt din anul 2005. Sub conducerea sa organizația județului Olt s-a situat pe primele locuri la ultimele 5 confruntări electorale.
Este liderul Grupului PSD din senatul României, fiind în același timp și la al doilea mandat de vicepreședinte PSD la nivel național.
Deține firma SCADT (Societatea de Construcții, Aprovizionare, Desfacere și Transport SA), fostă Întreprinderea Județeană de Construcții și Montaj (IJCM) Olt.
Înainte de 1990 a fost director adjunct al IJCM.